# Parco archeologico e museo all'aperto della Terramara di Montale
Il Parco archeologico e museo all'aperto della Terramara di Montale è un sito archeologico con annesso museo e parco tematico situato a Montale Rangone, frazione del comune di Castelnuovo Rangone, in provincia di Modena.

## Descrizione

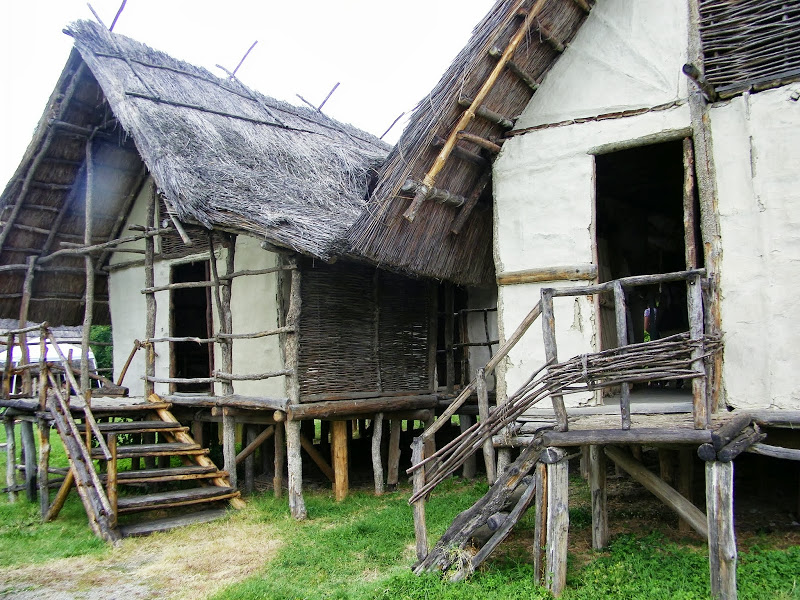
Le terramare

Il parco archeologico di Montale, situato a una decina di chilometri da Modena nel luogo stesso in cui sorgeva un abitato di 3500 anni fa, è dedicato alla valorizzazione della civiltà delle terramare, una fra le realtà culturali più significative dell'età del bronzo europea, fiorita intorno alla metà del II millennio a.C..
Nel parco coesistono l'area di scavo, indagata scientificamente e successivamente musealizzata, il museo all'aperto con la ricostruzione a grandezza naturale di una parte del villaggio, gli spazi destinati alle attività didattiche. Il complesso, dal carattere fortemente evocativo, offre l'opportunità di conoscere un momento significativo della preistoria con un approccio basato sull'esperienza diretta.
Il percorso di visita è segnalato da una serie di pannelli che inquadrano dal punto di vista storico-archeologico le terramare e illustrano la storia del sito dal momento della costruzione del villaggio fino alla successiva riscoperta avvenuta nel XIX secolo. 
La prima tappa della visita è l'area archeologica, racchiusa da una struttura che con il suo profilo ricalca l'originario rilievo della collinetta, formatasi durante gli oltre tre secoli di vita dell'abitato. All'interno si possono ammirare l'imponente stratigrafia che testimonia le diverse fasi di vita del villaggio e il calco di uno strato che conserva significative testimonianze lignee di una delle abitazioni. L'area archeologica fornisce la chiave di lettura per la visita del museo all'aperto dove, sulla base dei risultati degli scavi, sono state ricostruite le fortificazioni del villaggio, il fossato e il terrapieno sormontato da una palizzata, due abitazioni arredate con vasellame, utensili, armi e vestiti che riproducono fedelmente gli originali di 3500 anni fa, le aree produttive collegate alla realizzazione di ceramica e oggetti in bronzo. Recentemente sono state impiantate le colture sperimentali di alcune delle piante coltivate dagli abitanti del villaggio.

## Galleria d'immagini

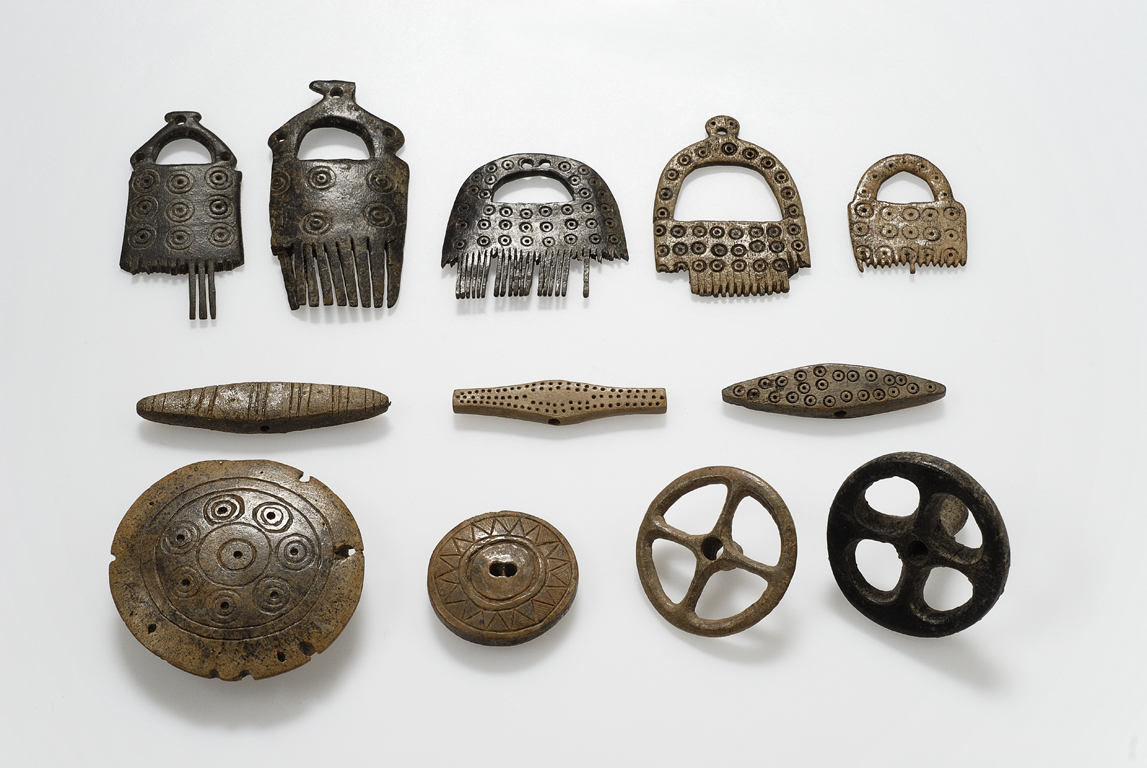
Oggetti in corno di cervo dalla terramara di Montale (coll. Museo civico di Modena)
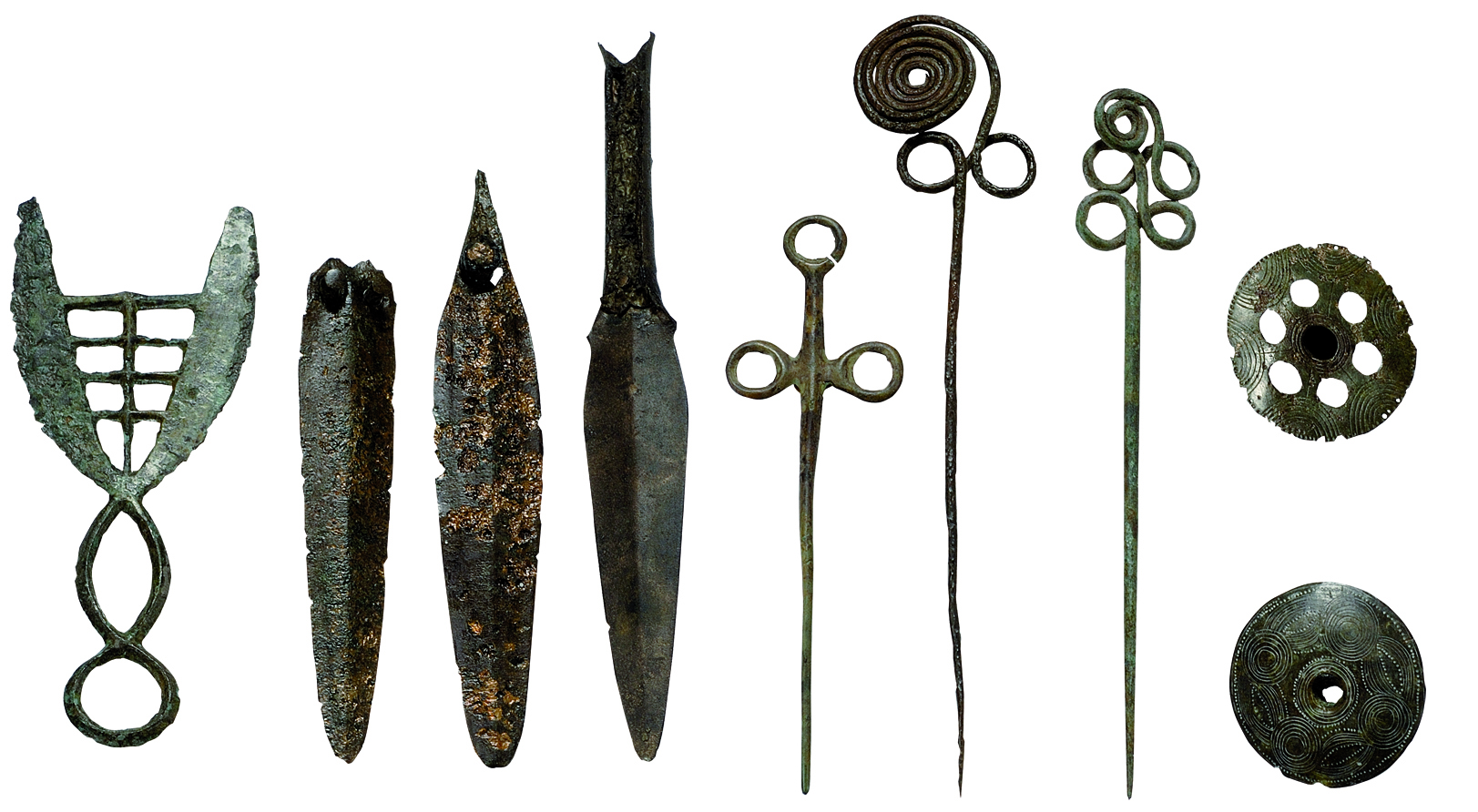
Oggetti in bronzo dalla terramara di Montale (coll. Museo civico di Modena)
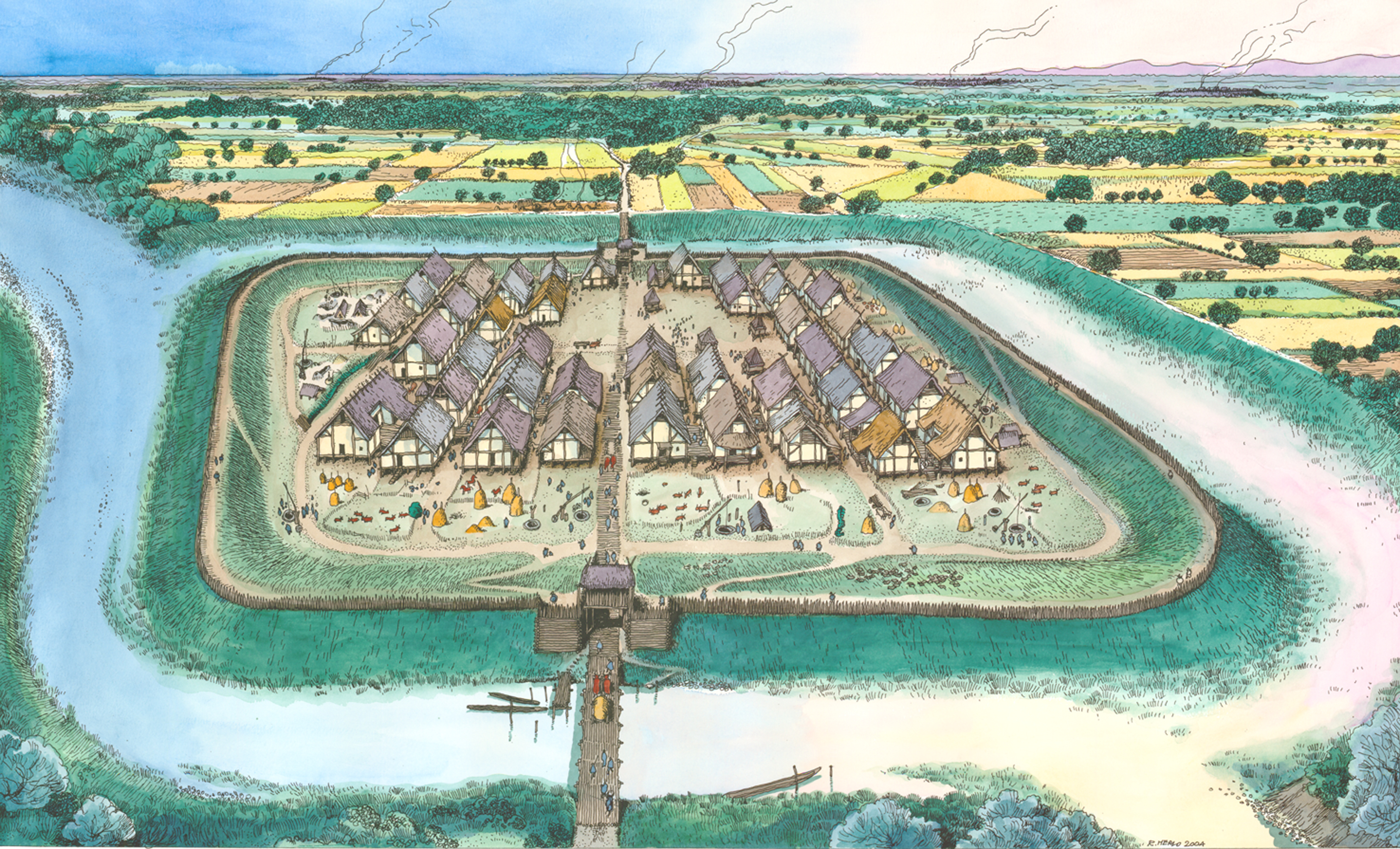
Ricostruzione grafica della terramara